# Overstuur

Bij overstuur wil het voertuig de bocht kleiner maken

Overstuur is een technische term om het stuurgedrag bij auto's uit te drukken en tevens een term in de scheepvaart.

## Auto's
Overstuur treedt op als de maximale grip van de achterbanden van een auto wordt overschreden. De auto glijdt als het ware over de achterbanden naar de buitenkant van de bocht. Het effect is dat de achterkant van de auto de voorkant dreigt in te halen, wat in het extreme geval kan resulteren in een spin.
Overstuur corrigeren kan door tegensturen of gedoseerd gas bijgeven (in geval van een voorwielaangedreven auto): door de dynamische aslastverplaatsing zal er meer druk op de achteras komen, met een stabiliserend effect als gevolg. Ontkoppelen is een goede manier voor zowel voor-, vier- als achterwielaangedreven auto's.
Overstuur wordt door de ervaren bestuurders bewust uitgelokt om sneller of makkelijker een bocht of bochtencombinatie te ronden, bijvoorbeeld bij rallyrijden. Overstuur uitlokken kan op verscheidene manieren. Veel hangt af van het type aandrijving van de auto: voor-, achter- of vierwielaandrijving. Sommige overstuurtechnieken kunnen enkel gebruikt worden bij voor- of vierwielaangedreven auto's. Over het algemeen kan men stellen dat achterwielaangedreven auto's veel makkelijker tot overstuur te bewegen zijn. Een extreme vorm van uitgelokt overstuur is driften.
Voor de gemiddelde automobilist is overstuur gevaarlijker dan onderstuur. De meeste autofabrikanten kiezen daarom onderstuur als basisafstelling voor hun auto's. De natuurlijke reactie van automobilisten in onverwachte situaties is namelijk gas terugnemen en dat corrigeert juist het onderstuur. Bij een overstuurde auto zal gas terugnemen het effect juist versterken.

## Schepen
Bij vaartuigen betekent overstuur varen, drijven of wijken dat achteruitgevaren wordt. Hieruit ontwikkelde zich de moderne, figuurlijke betekenis van 'overstuur zijn of raken', in de war of van streek.